# Théophile du Chemin de Lauraet
Théophile du Chemin de Lauraet (mort le 15 juin 1651) prieur commendataire et agent général du clergé de France de 1650 à 1651.

## Biographie
Théophile du Chemin de Lauraet ou Lauraët est issu d'une famille originaire de Gascogne qui avait donné en la personne de Jean du Chemin un évêque de Condom. 
Il est prêtre, docteur en théologie , prieur commendataire de Jaillans dans le diocèse de Valence, vicaire général et official dudit Diocèse de Valence, nommé agent général du clergé de France par  la Province ecclésiastique de Vienne il prête serment le 9 juin 1650. Il meurt dès le 15 juin de l'année suivante et la province de Vienne le remplace par Henri de Villars